# Euronova Racing
Euronova Racing (Fortec Italia Motorsport) – włoski zespół startujący w wyścigach samochodowych, którego założycielem jest Włoski mistrz świata Vincenzo Sospiri. Startuje w Auto GP World Series od 2012 roku, Europejskim Pucharze Formuły Renault 2.0, Alpejskiej Formule Renault 2.0 od 2013 roku oraz w Formule Abarth  – od 2011 roku. W przeszłości ekipa pojawiała się także na starcie Włoskiej Formuły Renault, Międzynarodowej Formuły Master oraz Włoskiej Formuły 3. Polski kierowca – Robert Kubica startował w zespole w 2002 roku w zimowej edycji Włoskiej Formuły Renault.

## Starty

### Auto GP
W sezonie 2014 Euronova nawiązała współpracę z ekipą Team MLR71 i prócz głównego zespołu na liście startowej istnieje również ekipa MLR71 by Euronova.
| Rok  | Bolid      | Kierowcy           | Wyścigi | Wygrane | PP | NO | Pkt    | M.K. | M.Z. |
| ---- | ---------- | ------------------ | ------- | ------- | -- | -- | ------ | ---- | ---- |
| 2012 | Lola–Zytek | Siergiej Sirotkin  | 14      | 2       | 1  | 5  | 175    | 3    | 3    |
| 2012 | Lola–Zytek | Antonio Spavone    | 12      | 0       | 0  | 0  | 41     | 10   | 3    |
| 2012 | Lola–Zytek | Sergio Campana     | 14      | 1       | 0  | 1  | 90     | 6    | 3    |
| 2012 | Lola–Zytek | Kōtarō Sakurai     | 2       | 0       | 0  | 0  | 6      | 19   | 3    |
| 2013 | Lola–Zytek | Yoshitaka Kuroda   | 16      | 0       | 0  | 0  | 20     | 16   | 3    |
| 2013 | Lola–Zytek | Kimiya Satō        | 16      | 5       | 0  | 5  | 213    | 2    | 3    |
| 2014 | Lola–Zytek | Yoshitaka Kuroda   | 4       | 0       | 0  | 0  | 21(36) | 12   | 3    |
| 2014 | Lola–Zytek | Shin’ya Michimi    | 6       | 1       | 0  | 3  | 55     | 8    | 3    |
| 2014 | Lola–Zytek | Kimiya Satō        | 12      | 6       | 2  | 7  | 221    | 1    | 3    |
| 2014 | Lola–Zytek | Salvatore de Plano | 2       | 0       | 0  | 0  | 0(11)  | 19   | 3    |
| 2014 | Lola–Zytek | Michele la Rosa‡   | 16      | 0       | 0  | 0  | 73     | 7    | 6    |

‡ – startował w zespole MLR71 by Euronova.

### Europejski Puchar Formuły Renault 2.0
| Rok  | Bolid          | Kierowcy          | Wyścigi | Wygrane | PP | NO | Pkt | M.K. | M.Z. |
| ---- | -------------- | ----------------- | ------- | ------- | -- | -- | --- | ---- | ---- |
| 2005 | Tatuus-Renault | Jérôme d’Ambrosio | 6       | 0       | 0  | 0  | 22  | 15   | 11   |
| 2005 | Tatuus-Renault | Alberto Costa     | 4       | 0       | 0  | 0  | 0   | 46   | 11   |
| 2005 | Tatuus-Renault | Marco Frezza      | 4       | 0       | 0  | 0  | 0   | 44   | 11   |
| 2006 | Tatuus-Renault | Alberto Costa     | 2       | 0       | 0  | 0  | 0   | NS†  | NS†  |
| 2006 | Tatuus-Renault | Filippo Ponti     | 2       | 0       | 0  | 0  | 0   | NS†  | NS†  |
| 2013 | Tatuus-Renault | Gregor Ramsay     | 4       | 0       | 0  | 0  | 0   | NS†  | NS†  |
| 2013 | Tatuus-Renault | Javier Amado      | 2       | 0       | 0  | 0  | 0   | NS†  | NS†  |
| 2013 | Tatuus-Renault | Ukyō Sasahara     | 4       | 0       | 0  | 0  | 0   | NS†  | NS†  |

† – zawodnik/zespół nie był liczony do klasyfikacji końcowej.